# باغ (لارستان)
باغ (بالفارسية: باغ) (بالإنجليزية: Bagh)‏، قرية في ناحية صحراء باغ (بالفارسية: بخش صحراى باغ)، قسم صحراء باغ الريفي، مقاطعة لارستان، محافظة فارس، إيران. يبلغ عدد سكانها حسب إحصاء عام 2006 ميلادية 1,236 نسمة في 230 عائلة.